# 武装神姫 always together
『武装神姫 always together』（ぶそうしんき　オールウェイズ・トゥギャザー）は、コナミデジタルエンタテインメントから発売されているアクションフィギュアシリーズ『武装神姫』を原案とするひびき遊のライトノベル。挿絵はOKAMA、コナミノベルス刊。

## ストーリー
神姫マニアの高校生・知秋は、1ヶ月以上かけてジャンク品の神姫の修理に成功する。7体目となる仲間「カレン」を迎えますます賑やかになる彼の神姫たち。ある日、知秋の部屋から遠くで打ち上げられる花火を仲間たちと見ていたカレンは、全く憶えの無いメモリーデータによるシステムエラーで作動停止してしまう。無事にカレンのエラーを取り除いた知秋は、彼女の中に自分が購入する以前のメモリーデータの断片が残されていることに気付き、僅かな手がかりを元にカレンの前マスターを探し始めるのだった。

## 登場人物
小田 知秋（おだ ともあき）
主人公。神姫マニアの高校生。両親と姉の四人家族。神姫マニアというよりもほとんどメカマニアであり、パソコンから神姫に至るまで自作することが出来る。そのスキルを生かして自作した神姫用の武装パーツをネットオークションで売って資金を作り、所有神姫を増やしている。作中では神姫7体にパソコン7台を所有。神姫に搭載されている第三世代人工知能に知性を見出しており、「壊れたから捨てる」というような行為を良く思っていない。所有神姫に対してはソフト・ハードの両面において細やかなメンテナンスを怠らない良きマスターであるが、マニアックな趣味とみなされている神姫に熱中していることは友人たちには秘密にしている。ハンドルネームはO-TOMO。クラスメイトの和薫に片思い中で、彼女の写真画像を隠し持っている。
カレン
知秋が所有している種型神姫。神社で催されたフリーマーケットで売られていたジャンク品だったが、2041年7月14日に知秋をマスターとして再起動した。好奇心旺盛で、感受性の強い性格をしている。CSC（Core Setup Chip）の組み合わせは、ルビー（愛情）・ダイヤ（無垢）・エメラルド（成長）。知秋は購入時に内蔵されていたCSCが初期化されているものと思い、修理の際にそれをそのまま流用したが、実際にはCSCの初期化はなされていなかったために二重にマスター登録が行われてしまった。データ損傷のため、以前の記憶の大部分を失っている。知秋からはバトル用神姫ではなく生活サポート用神姫としての役割を与えられているが、バトルロンド上位ランカーの神姫と互角に戦えるほど豊富な戦闘経験を持っている。付属していた武装パーツの胸部装甲部分に、赤いキスマークがペイントされている。
春日部 和薫（かすかべ のどか）
知秋のクラスメイト。大和撫子風のお淑やかな少女だが、実はバトルロンド全国ランキング15位の上位ランカーである。武装神姫の女性ユーザーは少なく性別に起因するトラブルも多いため、周囲には秘密にしている。ハンドルネームはharu。知秋の神姫たちからは、「癒し系」である、と推測されている。
由月（ゆづき）
和薫が所有している限定カラーの天使型神姫。高機動戦闘を得意とする実力派神姫で、常にバトルロンドの上位にランキングしている。以前、夏実のルージュと対戦したことがある。
小田 夏実（おだ なつみ）
知秋の姉。大学二年生、19歳。既に家を出て一人暮らしをしているが、学期休み中などには実家に戻ってくる。高校一年のクリスマスに手に入れルージュと名付けた種型神姫を妹のように可愛がっていたが、留守中にルージュが失踪したことで強い精神的ショックを受け、極度の神姫嫌いになった。母から譲り受けた祖母の形見の指輪を大切にしており、いつも身に着けている。
ルージュ
夏実がかつて所有していた種型神姫。夏実がメカマニアの片鱗を見せ始めていた当時小学生の知秋に分解されることを危惧し存在を隠したため、知秋とは面識がない。夏実を「なっちゃん」と呼んで慕い、どこへ行くにも一緒だった。2038年の夏に夏実と一緒に神社へ花火を見に行く約束をしたが、直前に夏実の祖母が重病で入院し、看病のため小田家の四人全員が田舎へ行くことになり、カレンは夏実から「自分が帰るまで家から出ないように」と言い付けられる。しかし花火の当日になり、「神社へ花火を見に行く」と「家から出るな」という矛盾した二つの命令を上手く処理することが出来ず、一人で家を出て神社へ向かった結果、途中でバッテリー切れを起こしてしまった。以来、行方不明となっている。
マーガレット
知秋が所有している花型神姫。知秋が最初に購入した神姫で、在庫処分のセール品だった。丁寧な言葉遣いで物腰は柔らかく、礼儀正しい性格。パソコンを使いこなし長姉として妹神姫たちのシステム管理を担っており、高い戦闘センスまで備えている。また「恋愛」という概念をカレンに説明し理解させることが出来るほど人間社会に関する豊富な知識を有しているなど、並外れて優秀な神姫である。
マーガレットをはじめ知秋の神姫たちは、基本的に知秋の自室内のみで生活している。家人が留守になる日中は知秋が作成したパーツの評価試験をしたり、インターネット検索サイトを使って外界に関する知識を広げるなどして過ごしている。
黒姫（くろひめ）
知秋が所有している悪魔型神姫。性格は『武装神姫バトルロンド』に準拠している。既製品ではなく、知秋がパーツを組んで自作した神姫である。
ミャウ
知秋が所有している猫型神姫。性格は『武装神姫バトルロンド』に準拠している。既製品ではなく、知秋がパーツを組んで自作した神姫である。
菊之進（きくのしん）
知秋が所有している侍型神姫。性格は『武装神姫バトルロンド』に準拠している。知秋が中古で購入した神姫である。
バード
知秋が所有しているセイレーン型神姫。性格は『武装神姫バトルロンド』に準拠している。既製品ではなく、知秋がパーツを組んで自作した神姫である。
エミー
知秋が所有している砲台型神姫。性格は『武装神姫バトルロンド』に準拠している。知秋が中古で購入した神姫である。

## 単行本
1. 2007年7月27日発売 ISBN 978-4-86155-180-2